# Lochristi
Lochristi és un municipi belga de la província de Flandes Oriental a la regió de Flandes.

## Seccions
| #     | Nom               | Extensió | Població |
| ----- | ----------------- | -------- | -------- |
| I (V) | Lochristi -Hijfte |          |          |
| II    | Beervelde         |          |          |
| III   | Zaffelare         |          |          |
| IV    | Zeveneken         |          |          |

## Evolució demogràfica
| Any  | Població |
| ---- | -------- |
| 1990 | 17.100   |
| 2000 | 18.907   |
| 2002 | 19.280   |
| 2004 | 19.644   |
| 2006 | 20.111   |
| 2008 | 20.734   |

## Situació

Localització de Lochristi

- a. Eksaarde (Lokeren)
- b. Lokeren
- c. Kalken (Laarne)
- d. Laarne
- e. Heusden (Destelbergen)
- f. Destelbergen
- g. Oostakker (Gant)
- h. Desteldonk (Gant)
- i. Mendonk (Gant)
- j. Wachtebeke